# مارالیان پایین
مارالیان پایین ( ترکی آذربایجانی: Aşağı Maralyan) یک منطقهٔ مسکونی در جمهوری آرتساخ است که در استان هادروت واقع شده‌است.